# Ofensiva a sul de Raqqa
A Ofensiva a sul de Raqqa (2017) foi uma operação militar do Exército Árabe Sírio (EAS) contra o Estado Islâmico do Iraque e do Levante (EI/EIIL) na zona rural da província de Raqqa.

## Antecendentes
No início de maio de 2017, o governo Sírio lançou uma ofensiva contra o EIIL na zona rural a leste de Alepo, capturando a Base Aérea de Jirah a 12 de maio.
A seguir a isto, no início de junho, o Exército Sírio, liderado pelas Forças Tigre, capturou a cidade de Maskanah e as aldeias em seu redor após os combatentes do Estado Islâmico se terem retirado da região, e assim expulsando o EI da província de Alepo. No dia seguinte, o EAS  chegou à fronteira da província de Raqqa.

## Ofensiva
A 13 de junho, o Exército Sírio fez um grande avançou sobre a província de Raqqa, capturando sete localidades, e assim chegando à estrada Ithriya-Al Thawrah. Estes avanços encontraram pouca resistência por parte do Estado Islâmico. Quatro dias depois, o Exército continuaram a avançar para leste, capturando 14 localidades, e assim aproximando de Resafa, bastião do EIIL.
Durante o dia 18 de junho, o Exército Sírio capturou as duas últimas aldeias na estrada para Resafa. Mais tarde durante esse, um Boeing F/A-18E/F Super Hornet lançado a partir do USS George H. W. Bush (CVN-77) abateu um Su-22 da Força Aérea Árabe Síria, após a coligação liderada pelos Estados Unidos ter afirmado que a Exército Sírio estavam a atacar posições das Forças Democráticas Sírias (FDS), enquanto o governo sírio afirmou que estavam a atacar posições do EI em Ja'din. Mais tarde, o Exército Sírio e as Forças Democráticas Sírias entraram em confronto nos arredores de Resafa, com o Exército a tentar recuperar o piloto do avião abatido. No dia seguinte, Resafa foi capturada pelo Exército Sírio.
A 22 de junho, o EI tentou cortar a linha de abastecimento do Exército Sírio para Resafa nos arredores de Um Sosah, mas o ataque foi travado antes mesmo de ser iniciado. A 30 de junho, o Exército Sírio recuperou controlo total da estrada Ithriya-Al Thawrah, e assim cercando os últimos redutos do EI na região de Alepo. Após o cerco, o Estado Islâmico evacuou da zona cercada e o EAS capturou os redutos do EIIL na província de Alepo.

## Consequências
A 15 de julho, as Forças Tigres do EAS capturam dezenas de campos de petróleo na província de Raqqa, e no dia seguinte as Forças Tigres capturaram mais campos de petróleo e avançaram mais para sul de Resafa e, conseguindo capturando vários campos de gás natural. Mais campos de petróleo foram capturados até conseguirem capturar a cidade de Rajm Al-Joz. A 22 de julho, o Exército Sírio continuaram a avançar, capturando Sabkhawi ao Estado Islâmico e aproximando-se da zona controlada pelas FDS.